# Adoretus chascoproctus
Adoretus chascoproctus är en skalbaggsart som beskrevs av Ohaus 1914. Adoretus chascoproctus ingår i släktet Adoretus och familjen Rutelidae. Inga underarter finns listade i Catalogue of Life.